# W. K. C. 거스리
윌리엄 키스 체임버스 거스리(William Keith Chambers Guthrie FBA, 1906년 8월 1일 ~ 1981년 5월 17일)는 스코틀랜드 출신의 고전학자로 보통 W. K. C. 거스리라는 이름으로 인용된다. 
거스리의 대표적인 저서로는 1962년부터 사망할 때까지 6권으로 발간된 《그리스 철학사》가 있다. 1952년부터 1973년까지 케임브리지 대학교 로런스 교수(Laurence Professor)로 재직하였으며 1957년부터 1972년까지 케임브리지 다우닝 칼리지 학장으로 재직하였다.

## 저작
- 《오르페우스와 그리스 종교》 Orpheus and Greek Religion, 1935년. 이후 1952년 개정.
- 《아리스토텔레스 천체론》 Aristotle De Caelo, 번역, 개론 및 주석. 1939년.
- 《그리스 철학자들》 The Greek Philosophers, 1950년.
  - 박종현 역, 《희랍 철학 입문》, 종로서적, 1981년.
  - 박종현 역, 《희랍 철학 입문》, 서광사, 2000년.
- 《그리스인과 그들의 신》 The Greeks and their Gods, 1950년.
- 《바퀴의 중심과 살》 The Hub and the Spokes, 1953년.
- 《프로타고라스·메논》 Protagoras and Meno, 플라톤 대화편 번역. 1957년.
- 《태초 - 생명의 기원과 인간의 초기 상태에 관한 몇가지 희랍적 관점》 In the Beginning: Some Greek Views of the Origins of Life and the Early State of Man, 1957년.
- 《천체론》 On the Heavens, 번역, 1969년.
- 《소크라테스》 Socrates, 1971년.
- 《소크라테스 이전 철학자》 The Pre-Socratics, 1974년.
- 《그리스 철학사》 A History of Greek Philosophy, 총 6권. 1962년 - 1981년.